# Вера Божичковић Поповић
Вера Божичковић Поповић (Брчко, 8. мај 1920 — Београд, 6. март 2002) је била српска сликарка.

## Биографија
Рођена је 1920. године у Брчком, а од 1945. године живи у Београду. После Другог светског рата 1949. завршила је сликарске студије на Академији ликовних уметности, код професора Марка Челебоновића. Заједно са сликаром Мићом Поповићем, (супругом од 1949) напустила је студије и одлази у Задар 1947. године, у коме постаје један од оснивача Задарске групе, у којој су се налазили и Петар Омчикус, Косара Бокшан, Бата Михаиловић, Љубинка Јовановић. После шестомесечног боравка у Задру, вратила се у Београд. Након завршених студија са Мићом Поповићем одлази у Париз 1951. године у коме борави у неколико наврата а у Београд се дефинитивно враћа 1957. Једна је од наших најзначајнијих сликара енформела. Слике јој се налазе у бројним јавним и приватним колекцијама у Србији и Југославији.

## Сликарство
Студенти послератне београдске Академије који су учили у малобројним класама суочили су се са озбиљном дилемом да ли да следе поетике коју су њихови професори у свом раду већ одавно формирали, или да слушају упуте у нову естетику за коју су, с правом, сумњали да им они искрено препоручују. Већина се, изузев највернијих следбеника комунизма, отворено или потајно опредељивала за ону врсту стваралаштва која је заобилазила прописане догме и тражила другачије путеве, пре свега се ослањајући на стваралаштво епохе позног модернизма, уз покушаје да се он колико је могуће осавремени, одн. да се прилагоди новом времену и заиста новој, недогматској естетици. Једна група се већ 1947. издвојила, макар на кратко, не би ли себи и сопственом стваралаштву омогућили слободнији израз, тада примерен њиховом уметничком знању, одн. утицају професора који су већином били француски ђаци. Та група одметника названа „Задарски комунари“ била је први наговештај да ће до промена у ликовном изразу ускоро доћи.
Група сликара, тек уписаних на Ликовну академију, сви из класе Ивана Табаковића, међу којима је била и Вера Божичковић, незадовољна школским програмом, одлучила је да изађе у природу и провери могућност оних ликовних поетика које нису могли да истражују у мемљивим Академијиним класама и прашњавим професорским атељеима, међу костурима и импровизованим мртвим природама. Одабрали су Задар као место привременог боравка и ту започели нову авантуру. Тада су им узори били стари, предимпресионистички мајстори које су први модернисти присвојили као узоре. Њихов начин „нарушавања“ реалистичке форме интензивним продорима светла али и са атипичним, неакадемским темама, учинио се овим сликарима почетницима као најповољнији начин демонстрирања отпора према формалном и садржајном апсолутизму социјалистичког релизма. Рани Верини уљани портрет на платну, попут „Аутопортрета“ из 1950. показују ту особину одступања од тврдоће реализма ка омекшавању контура и хроматског регистра на лицима, благим и сочним пастелним пасажима пуним светла и неке истоветне, заједничке сете, самозагледаности и у себе и у властити рад.
Готово да је цела та деценија за Веру Божичковић Поповић прошла у тражењу властитог пута између социјалистичког реализма који је био одмах одбачен као јалова сликарска идеологија те старих, исцрпљених реалистичких и интимистичких поетика њених професора Младена Јосића, Зоре Петровић, Јована Бијелића, Мила Милуновића, Ивана Табаковића и Марка Челебоновића, напокон и наглог, потпуног ослобођења од традиционалног сликарства према раду са материјом или енформелу.
Како се шеста деценија ближила крају, тако се и Вера Божичковић Поповић била заситила старих, модернистичких узора, макар они били понајбољи у нашем или европском сликарству. То засићење доживело је кулминацију током њеног другог боравка у Француској од 1956. године са Мићом Поповићем, најпре у Паризу а потом на атлантском острву Бреа када је дефинитивно схватила да је, у том тренутку, дошла до властитог сликарског краја, краја уметности ларпурлартизма и његових последњих остатака, те да је морала да крене новим правцем. И ако тада предмет у њеним ликама и није потпуно нестао, већ следећих година он ће се потпуно изгубити у материји, у структурним наслагама слике која је сама по себи постала објект – предмет – рад, пројекција једног потпуно промењеног начина мишљења и гледања на сликарску уметност и њене новопостављене циљеве и захтеве које је наметала епоха са својом општом филозофијом, духовном и интелектуалном климом.
У тој првој фази, Вера је трагала за оном врстом материје која јој је омогућила да, после везивања за подлогу, шпахтом начини рељефе, кањоне, вододелнице, колотечине, усеке, острва, језера који су градили основни „призор“ слике. Паста начињена од мало песка, гипса и терпентина омогући ли су јој да се слика „догоди“, али и да она потом настави да „ради“, да се временом саморазграђује (о чему најбољи доказ и данас налазимо пратећи незаустављиво осипање песка са тих њених радова). Та потреба за аутодеструкцијом слике, заправо уметничког објекта уопште, у првој фази у Верином случају трајала је две године 1959. и 1960. када је начинила најрадикалнија дела у српском сликарству структура. Током каснијих деценија, седме и осме посебно, она је потпуно изградила поетику енформела, попут слике „Светли кањон“ из 1978. која стоји као знак њене укупне сликарске делатности. Те потоње, постенформелне слике могле су подсећати на раније микропејзажно сликарство из многих разлога, од којих су неки: присуство природних материјала у слици, изглед њене површине начињене песком, катраном, минералима налик геолошким структурама, а чак и њихови називи су такав пластички призор наглашавали.
Вера Божичковић Поповић је прошла кроз занимљиву сликарску авантуру која се није тицала само ње и њеног рада, већ и изазова критичке стваралачке мисли о тој јединственој појави у српском сликарству друге половине прошлог века.

### Монографије и каталози (избор)
- 1956. Борислав Михајловић Михиз, Вера Божичковић Поповић, Галерија УЛУС, Београд
- 1969. Радомир Константиновић, Салон Музеја савремене уметности, Београд
- 1977. Мића Поповић, Оглед о енформелу, Ликовна галерија Културног центра Београда, Београд
- 1984. Јован Деспотовић, Сликарство Вере Божичковић Поповић, Уметнички павиљон „Цвијета Зузорић“, Београд
- 1984. Јеша Денегри, Енформел Вере Божичковић Поповић, Уметнички павиљон ’Цвијета Зузорић’, Београд
- 1994. Јован Деспотовић, Постенформелни пејзаж, Galerija Zepter, Београд
- 1994. Група аутора, Вера Божичковић Поповић, CICERO, Београд
- 2009. Јован Деспотовић, Вера Божичковић Поповић (електронско издање, 2011)[мртва веза]